# الغواصة الألمانية يو-776
غواصة يو-776 غواصة يو بوت ألمانية من  بنيت لسلاح بحرية ألمانيا النازية كريغسمارينه، في أحواض كريكسمارينفيفت خلال الحرب العالمية الثانية.